# Chris Harris (roddare)
Christopher "Chris" Harris, född 19 oktober 1985, är en nyzeeländsk roddare.
Harris tävlade för Nya Zeeland vid olympiska sommarspelen 2012 i London, där han slutade på 11:e plats i fyra utan styrman.
Vid olympiska sommarspelen 2016 i Rio de Janeiro slutade Harris tillsammans med Robbie Manson på 11:e plats i dubbelsculler. Vid olympiska sommarspelen 2020 i Tokyo slutade Harris och Jack Lopas på andra plats i B-finalen i dubbelsculler, vilket var totalt 8:e plats i tävlingen.